# Катиші
Катиші́ (рос. Катыши) — присілок у Воткінському районі Удмуртії, Росія.
Населення становить 116 осіб (2010, 136 у 2002).
Національний склад (2002):
- удмурти — 87 %

Урбаноніми:
- вулиці — Праці, Чапаєва